# John Hodge (Drehbuchautor)
John Hodge (* 1964 in Glasgow, Schottland) ist ein britischer Drehbuchautor und Arzt.

## Leben
John Hodge ist als Nachkomme einer Familie von Ärzten in Glasgow geboren und aufgewachsen. Der Tradition folgend studierte er in den Jahren 1982 bis 1987 Medizin an der Universität Edinburgh und arbeitete einige Jahre als Arzt in Edinburgh. Nachdem er dort 1990 bei einem Filmfestival den Filmproduzenten Andrew Macdonald kennengelernt hatte, begann er Drehbücher zu verfassen. 1993 zog er nach London, arbeitete dort als Arzt und schrieb weitere Drehbücher, u. a. für Trainspotting – Neue Helden. 
Seine Drehbücher wurden zum großen Teil von Danny Boyle verfilmt, für dessen Film Trainspotting er einige Auszeichnungen erhielt. So gewann er mit diesem Film 1996 den BAFTA Award für das beste Drehbuch; 1997 wurde er für den Oscar für das beste adaptierte Drehbuch nominiert und gewann den BAFTA Award Scotland und den Evening Standard British Film Award.

## Filmografie (Auswahl)
- 1994: Kleine Morde unter Freunden (Shallow Grave)
- 1996: Trainspotting
- 1997: Lebe lieber ungewöhnlich (A Life Less Ordinary)
- 2000: The Beach
- 2002: Bis zum letzten Vorhang (The Final Curtain)
- 2007: Wintersonnenwende – Die Jagd nach den sechs Zeichen des Lichts (The Seeker: The Dark Is Rising)
- 2008: Alien Love Triangle
- 2012: The Crime (The Sweeney)
- 2013: Trance – Gefährliche Erinnerung (Trance)
- 2015: The Program – Um jeden Preis (The Program)
- 2017: T2 Trainspotting